# Encarsia longifasciata
Encarsia longifasciata is een vliesvleugelig insect uit de familie Aphelinidae. De wetenschappelijke naam is voor het eerst geldig gepubliceerd in 1984 door Subba Rao.